# Clubiona canberrana
Clubiona canberrana är en spindelart som beskrevs av Charles Denton Dondale 1966. Clubiona canberrana ingår i släktet Clubiona och familjen säckspindlar.
Artens utbredningsområde är New South Wales. Inga underarter finns listade i Catalogue of Life.